# Grieß

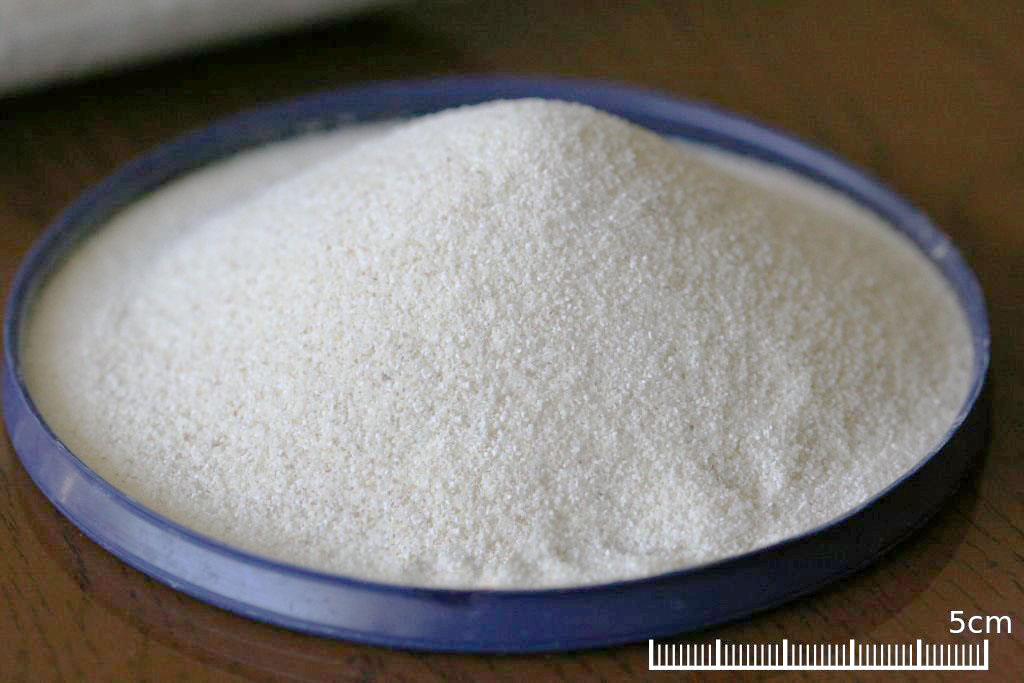
Grieß

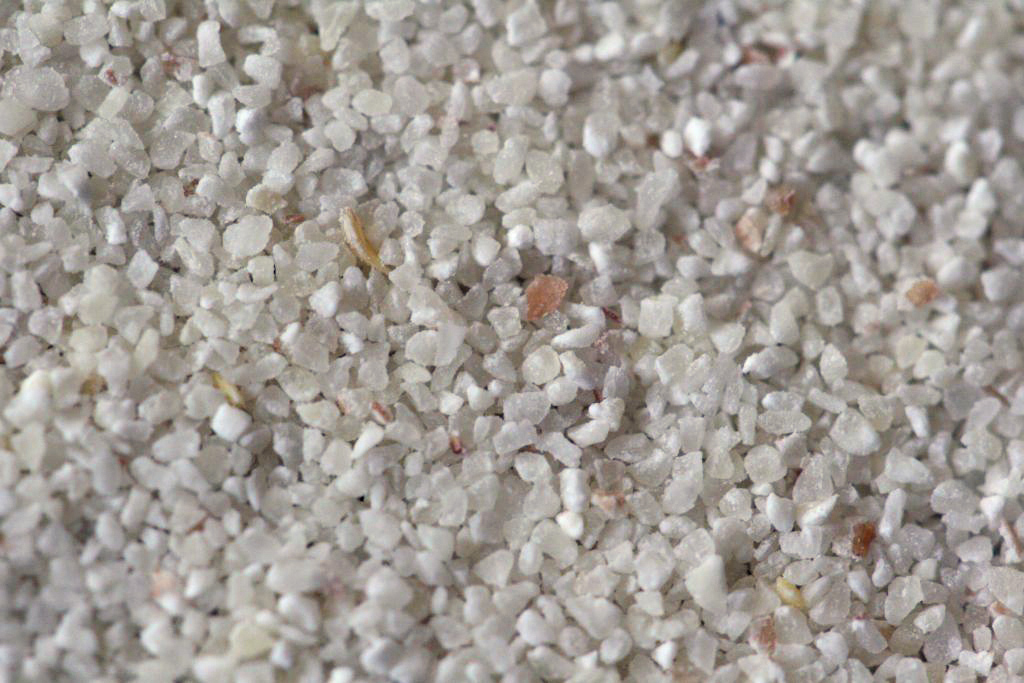
Grieß in Nahaufnahme

Grieß sind die Teilstückchen des Getreidekorns (meist Weizen) mit einer Größe von 0,3 bis 1 mm (300–1000 µm). Grießkörnchen sind rundlich bis kantig und weiß bis gelblich-braun gefärbt. Grieß wird ähnlich hergestellt wie Mehl, jedoch wird dazu die Mühle anders eingestellt. Die feinere Mehlfraktion, die bei diesem Mahlvorgang gleichzeitig mit entsteht, wird später ausgesiebt und als Mehl verwendet. Der Müller kann durch verschiedene Einstellungen am Walzenstuhl die Vermahlung so einstellen, dass entweder mehr Grieß- oder mehr Mehlpartikel entstehen.

## Etymologie
Das Substantiv mhd. grieȥ, ahd. grioȥ gehört wie das Adjektiv groß (mhd., ahd. grōȥ, ursprünglich „grobkörnig“) zu der indogermanischen Wurzel ghreu- „zerreiben, zermahlen, zerbröckeln“.

## Korngrößen

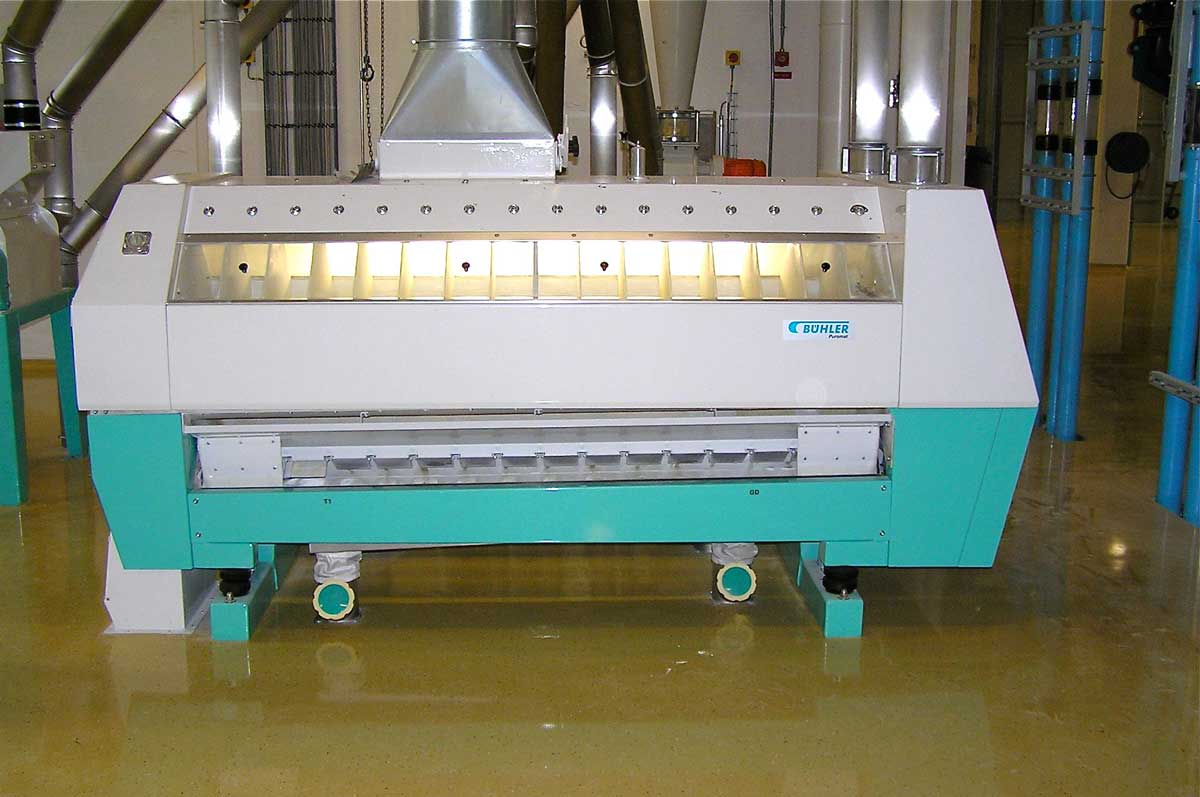
Grießputzmaschine in einer modernen Großmühle

Die anfallenden Grieße werden mit einer Grießputzmaschine in geputzten und ungeputzten (von Schalen nicht befreiten) Grieß sowie in verschiedene Größenklassen getrennt:
- grober Grieß (600–1000 µm)
- mittlerer Grieß (475–600 µm)
- feiner Grieß (300–475 µm)

Zum Vergleich: Die Körnchengrößen von Dunst liegen zwischen 150 und 300 µm, die von Mehl sind kleiner als 150 µm.

## Weichweizengrieß

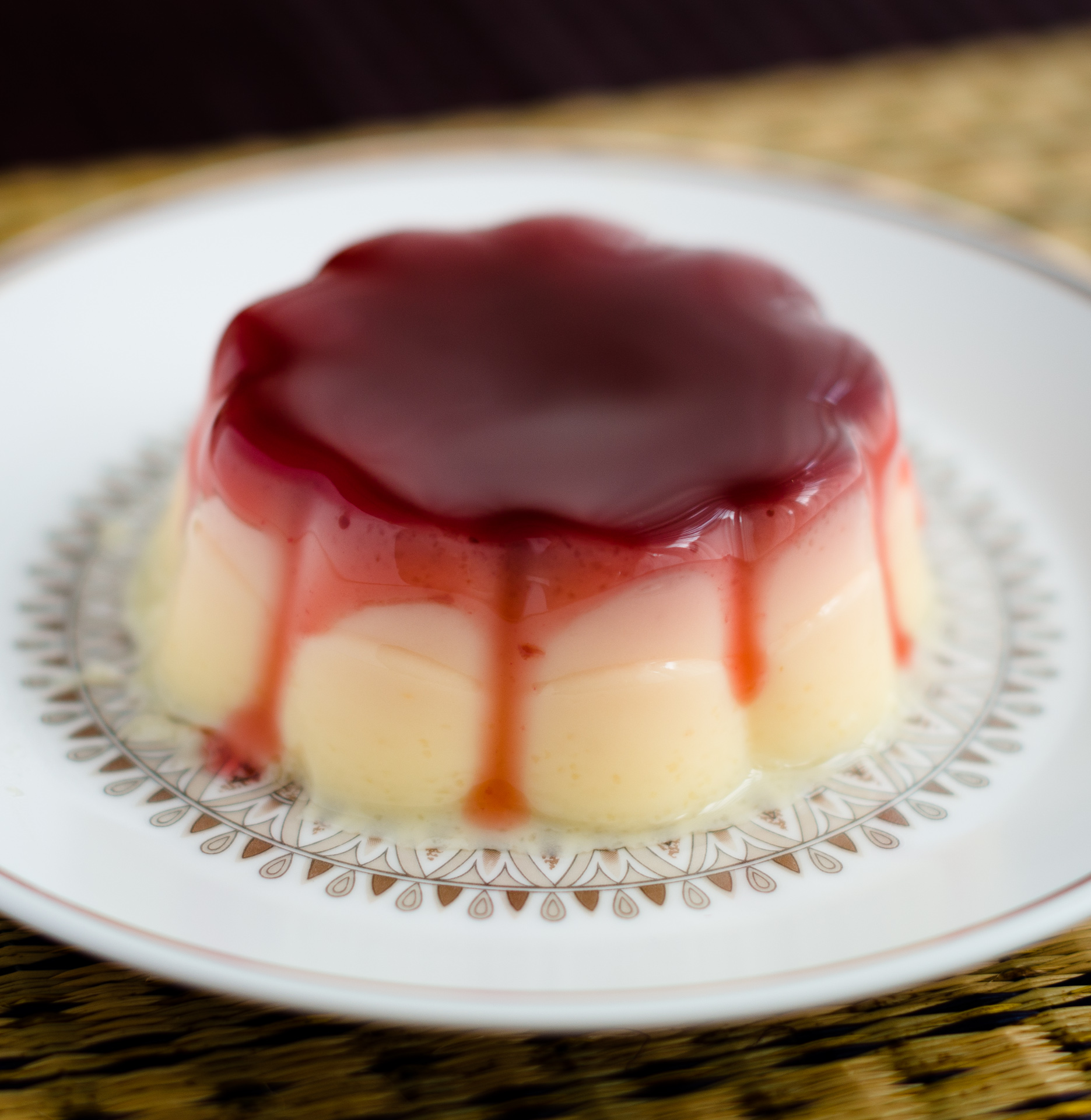
Holländischer Grießpudding mit Johannisbeersauce

Weichweizengrieß wird aus Weichweizen hergestellt. Sehr feiner Grieß wird  für Säuglingsnahrung und Kinderbrei, Grießbrei und andere Desserts und Süßspeisen sowie für Grießschmarrn oder Grießklößchen verwendet. Babygrieß zum Einrühren in die wieder erkaltende Milch wird durch Dämpfen und anschließendes Quetschen in einem Walzwerk aufgeschlossen, soll leichter verdaulich sein und muss auch nicht aufgekocht werden.
Auch zum Kuchenbacken und für die Knödelherstellung verwendet man statt Mehl feinen Grieß, der in Süddeutschland auch unter der Bezeichnung Knödelmehl im Handel erhältlich ist.
Als Kindergrieß wurde in Österreich um 1970 etwas feinerer Grieß vermarktet, der durch das kleinere Korn schneller aufquillt, daher beim Kochen (in Milch) schneller gerührt werden muss und mehr zur Klümpchenbildung neigt. Aus einer Trinkflasche kann Milch mit solchem feineren Grieß durch einen Sauger mit kleinerem Loch besser als Normalgrieß gesogen werden.

## Hartweizengrieß

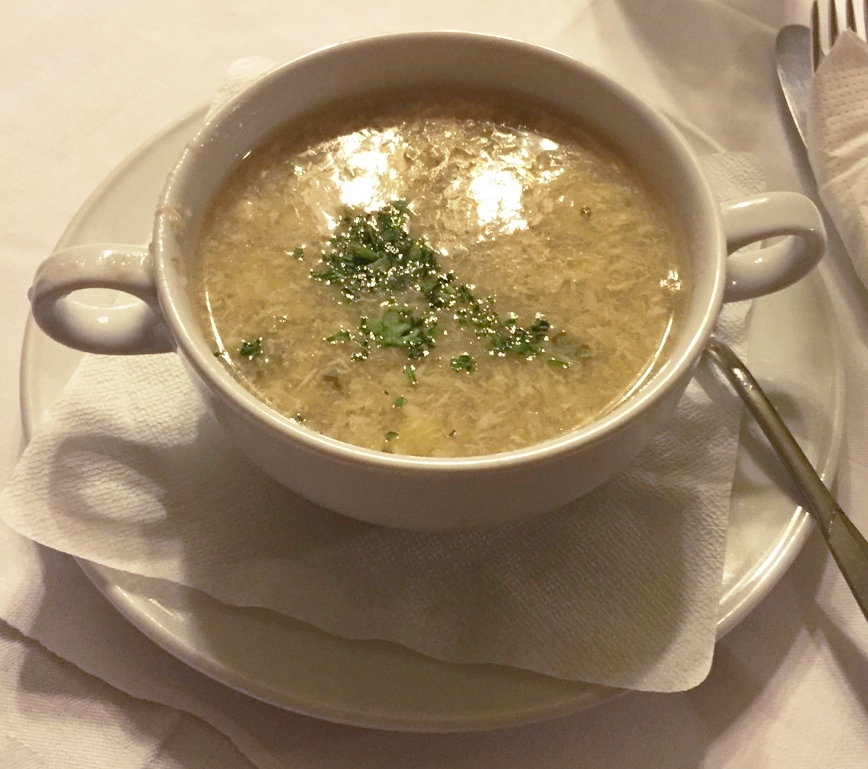
Grießsuppe mit Ei

Daneben werden aus Hartweizen auch Hartweizengrieß und -dunst für die Teigwarenproduktion, insbesondere Nudeln, gemahlen. Hartweizengrieß eignet sich darüber hinaus für die Zubereitung weiterer Speisen, wie Grießsuppe, Grießnocken, Knödel, Pudding und Schmarrn.
Befeuchteter und zu Kügelchen zerriebener Hartweizengrieß ist die Grundlage für Couscous.
Werden Hartweizenkörner nur grob geschnitten, so entsteht Grütze, die man z. B. für die Herstellung von Bulgur verwendet.
Aus Hartweizengrieß kann man Fertiggrieß wie z. B. Nockerlgrieß, der einer aufschließenden Behandlung unterzogen wurde, herstellen.

## Andere Getreidearten
Grieß aus Hafer, Gerste, Dinkel, Hirse oder Buchweizen dient zur Herstellung von (meistens süßen) Breigerichten.
Aus Mais wird Grieß für die Polenta gemacht.